# Drents Museum

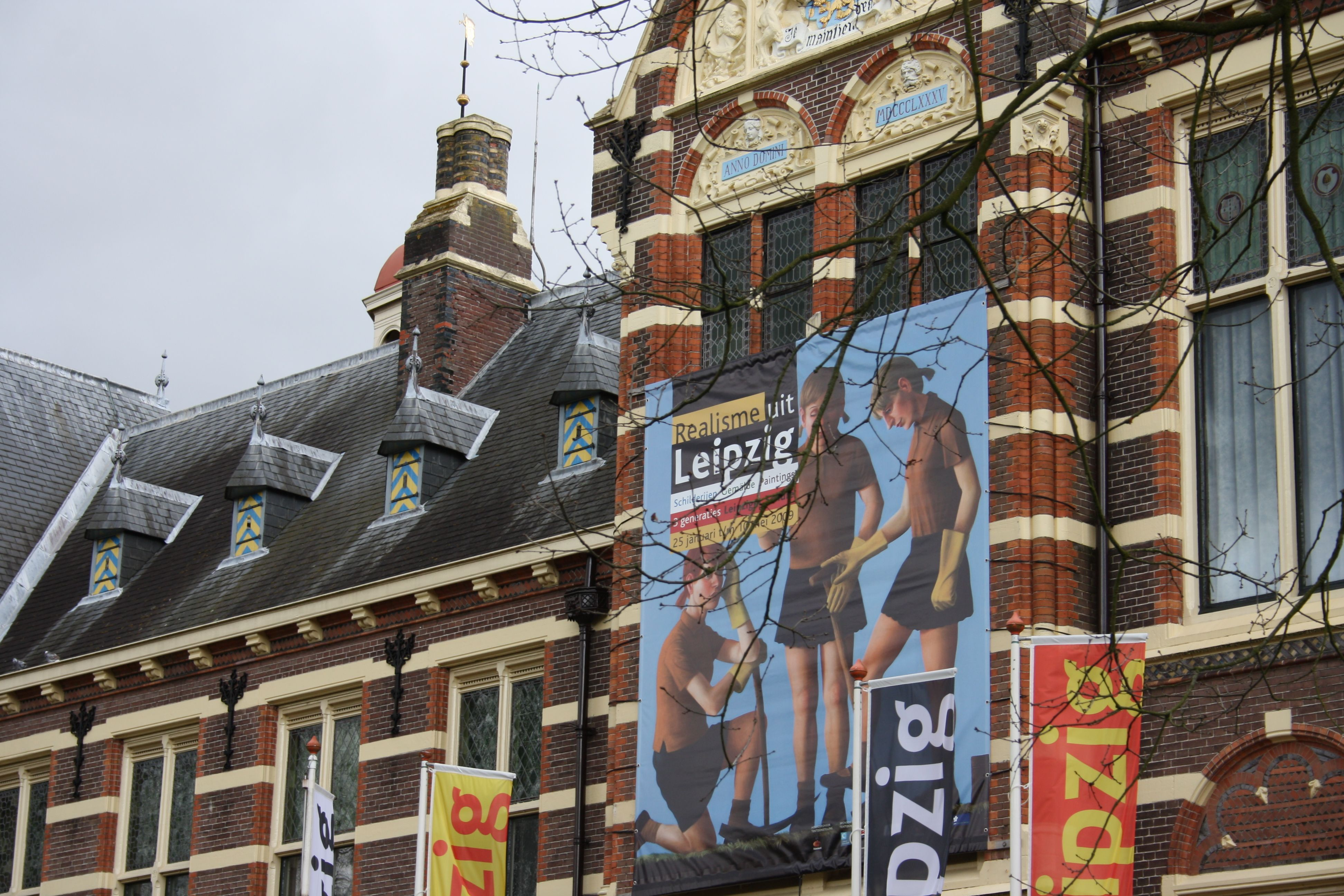
Das Drents Museum (2009)

Das Drents Museum (offiziell niederländisch Provinciaal Museum van Drenthe) ist ein Kunst- und kulturhistorisches Museum in Assen in der niederländischen Provinz Drenthe. Das Museum wurde 1885 gegründet und befindet sich im ehemaligen Amtshaus der Provinz Drenthe. Im Jahr 2011 wurde ein Erweiterungsbau eingeweiht. Generaldirektor des Museums ist seit Juni 2017 der langjährige hiesige Konservator Harry Tupan. Seine Vorgängerin war Annabelle Birnie, die als neue Direktorin an das H’ART Museum in Amsterdam wechselte.

## Sammlung
Das Museum verfügt über eine große Dauerausstellung zur Ur- und Frühgeschichte der Provinz Drenthe. Gezeigt werden archäologische Funde der Trichterbecherkultur, mit dem Einbaum von Pesse eines der ältesten Boote, sowie einige Moorleichen wie das Mädchen von Yde und die Männer von Weerdinge. Daneben zeigt das Museum wechselnde Sonderausstellungen, oft von internationaler Bedeutung.
Die kunstgeschichtliche Sammlung beherbergt eine der bedeutendsten Sammlungen zum nordischen Realismus in den Niederlanden. Gezeigt werden Werke von Henk Helmantel, Matthijs Röling, Sam Drukker, Douwe Elias, Barend Blankert, Alfred Hafkenscheid, Eddy Roos und Berend Green. Die Sammlung niederländisches Kunsthandwerk aus den Jahren 1885 bis 1935 umfasst Werke von Chris Lebeau, Vincent van Gogh, Januar Eisenloeffel, Jan Toorop, Jan Sluijters und Ids Wiersma. Daneben zeigt das Museum die Wohnkultur einer großbürgerlichen Familie aus den Gründungsjahren des Museums.

## Sonderausstellungen
Vom 2. Februar bis 31. August 2008 fand die Sonderausstellung Go China! Assen – Groningen Drenthe mit dem zentralen Exponat einer Terrakotta-Armee statt. Hier wurde eine Nachfrage von 353.000 Personen registriert, was die erfolgreichste Ausstellung in den nördlichen Niederlanden war. Daneben zeigte das Museum chinesische Gegenwartskunst mit dem Schwerpunkt Installationen und Fotografie seit dem Jahr 2000. Diese Ausstellung zählte an den beiden Standorten Assen und Groningen fast 500.000 Besucher. Im Jahr 2014 zeigte das Museum einige der Schriftrollen vom Toten Meer.
Am letzten Öffnungswochenende der Sonderausstellung „Dakien – Reich aus Gold und Silber“ mit 673 archäologischen Objekten aus Edelmetallen, die über 77.000 Besucher hatte, wurde im Januar 2025 bei einem nächtlichen Einbruch eine Türe des Museums aufgesprengt. Unter anderem wurden der Helm von Coțofenești sowie drei Goldarmbänder aus Sarmizegetusa Regia (datiert auf die zweite Hälfte des 1. Jahrhunderts v. Chr.), Leihgaben aus dem Nationalmuseum für die Landesgeschichte Rumäniens, gestohlen.